# Articolo uno (album)
Articolo uno è il settimo album in studio del gruppo musicale Casa del vento, pubblicato nel 2009.

## Tracce
1. Intro (Recitato di Ciro Argentino) - 0:27
2. 7 - 3:35
3. Primo maggio - 5:34
4. Figlia mia - 5:34
5. Recitato (Ascanio Celestini) - 0:40
6. Dio degli inferi - 3:19
7. Articolo uno - 3:33
8. Dal cielo (Ft. David Rhodes) - 4:39
9. Tutta la vita davanti - 4:27
10. Redemption Song - 4:02
11. Quando fischiava la sirena - 4:44
12. Campi d'oro - 4:28
13. L'italiante - 3:17
14. Fatica e sudore - 3:43
15. L'ultima cosa - 3:42